# 西港运河

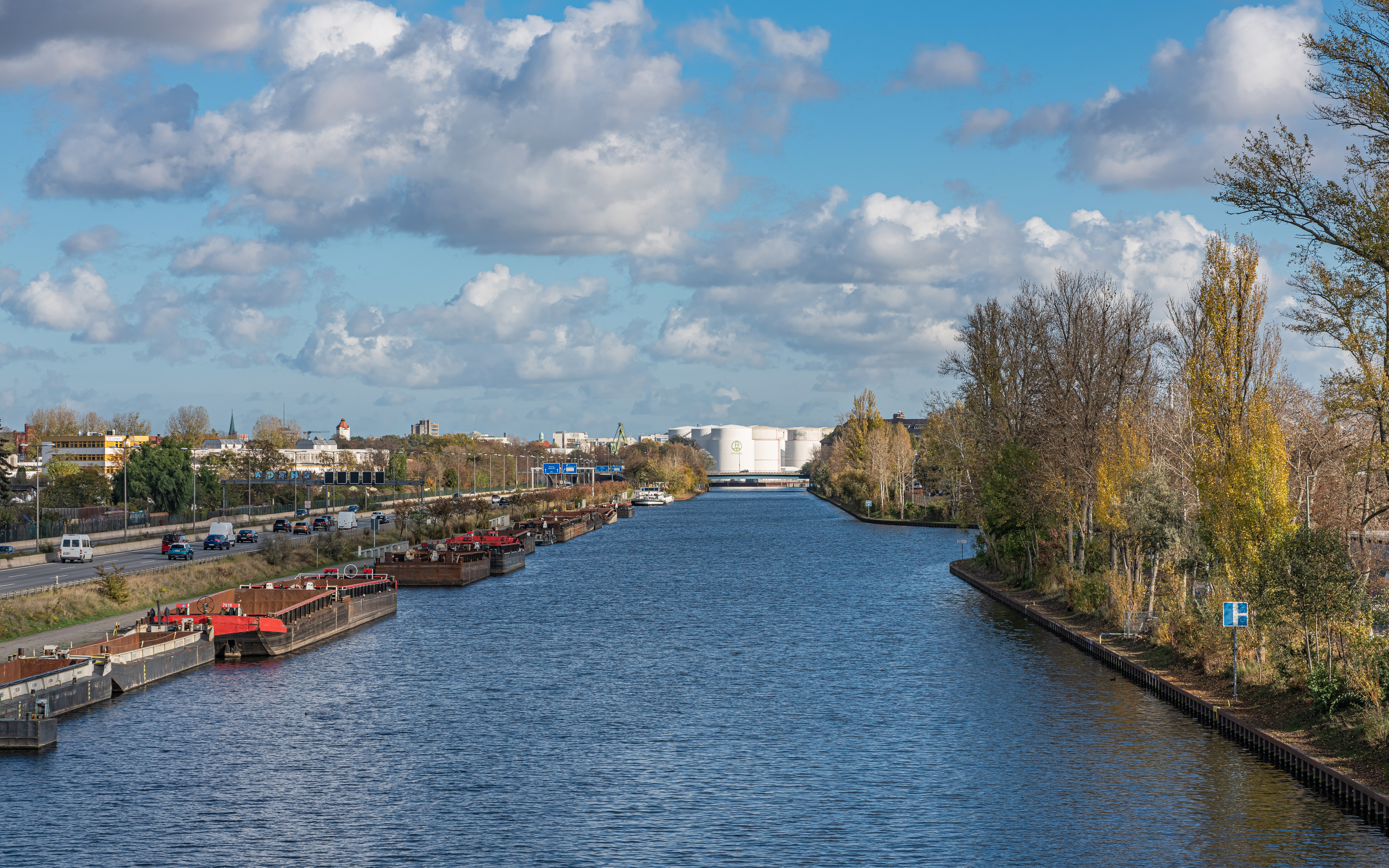
西港运河

西港运河（德語：Westhafenkanal）是一条位于德国柏林的运河，长3.1公里，其东端联通内陆港威斯特海芬（西港）和柏林-施潘道运河，其西端位于夏洛滕堡，联通施普雷河。運河开凿工作始于1938年，但工程被第二次世界大战打断，最终在1954-1956年间才完工。